# حديقة جلب الوطنية
حديقة جلب الوطنية (JNP) (بالصومالية: Beerta Xayawanadka Jilib)‏ هي حديقة وطنية في منطقة جوبا الوسطى. في الصومال,وتبلغ مساحتها حوالي 950 كيلومترا مربعا. وتقع في جنوب البلاد، قبالة الطريق الرئيسي بين مقديشو وجلب. أقرب المدن هي هارانكا وماكاسو وجيسجود وجالشيك أبيكار وأربو عبدي وداي توباكو وهومبوي.

## التاريخ
كانت حديقة جلب الوطنية أول حديقة وطنية يتم إنشاؤها في البلاد. خلال السبعينيات، سعت وزارة السياحة في عهد إدارة سياد بري إلى تركيز صناعة السياحة في محيط المنتزه،
وبحلول عام 1989، تمت صياغة تشريع جديد ينظم إنشاء المتنزهات الوطنية ومحميات الصيد والمحميات الخاصة. كان الحفاظ على موارد الحياة البرية في هذا الوقت تحت إشراف الوكالة الوطنية للمراعي التابعة لوزارة الثروة الحيوانية والغابات والمراعي. كما تدير إدارة الحياة البرية التابعة لها وحدة مستقلة لإنفاذ القانون، تم إنشاؤها بموجب مرسوم رئاسي. بعد اندلاع الحرب الأهلية في عام 1991، توقف تطوير الحديقة الوطنية. بعد انهيار الحكومة المركزية في الصومال، حاولت مجموعة من الشتات من مجتمع الشيخال استعادة سياحة الحياة البرية في منطقتهم جوبا الوسطى، وعقدوا اجتماعات مؤتمرات مختلفة في العديد من الأماكن خارج البلاد واتفقوا على بناء الحديقة بمساهمة تمويل.

## الحياة البرية
انخفض عدد أفيال الأدغال الإفريقية في الثمانينيات بسبب الصيد الجائر، وبلغ عددها أكثر من 100 قبل بدء الحرب الأهلية الصومالية عام 1991. وزاد عدد الجاموس الأفريقي في الخمسينيات والثمانينيات إلى 1500 فرد. وكانت أعداد وحيد القرن الأسود قليلة العدد إلى حوالي 30 فرداً في الثمانينات.
تشمل الحيوانات الثديية آكلة اللحوم الأخرى الفهد، والضبع المرقط، وابن آوى أسود الظهر، وغرير العسل، والوشق، والسرفال، والنمس ذو النطاقات. تم إعادة إدخال الكلب البري الأفريقي إلى المنطقة في الثمانينيات بعد اختفائه في عام 1991 عندما بدأت الحرب الأهلية الصومالية. تشمل الثدييات الأخرى فرس النهر، الخنزير الشائع، خنزير الأرض، ذئب الأرض، القط البري الأفريقي، الزباد الأفريقي، الجيني الشائع، ابن عرس المخطط، الثعلب ذو أذنين الخفافيش، البنجولين الأرضي، النيص المتوج.
تشمل الزواحف تمساح النيل، وشاشة النيل، وحرباء جاكسون، والثعبان الأفريقي، والمامبا السوداء، والكوبرا البصق ذات العنق الأسود، والأفعى المنتفخة.